# Mont Sinaí
El mont Sinaí (àrab: جبل سيناء, Jabal Sīnāʾ o طور سيناء, Ṭūr Sīnāʾ; hebreu: הר סיני, Har Sinai‎), també anomenat l'Horeb (hebreu: חֹרֵב‎; grec antic: Χωρήβ; llatí: Horeb) o Jabal Musa (àrab: جَبَل مُوسَى, Jabal Mūsà, ‘muntanya de Moisès’) és una muntanya situada al sud de la península del Sinaí, al nord-est d'Egipte, entre Àfrica i Àsia. La seva altura és de 2.285 metres i, malgrat el que es pensa popularment, no és la màxima elevació, ni de la península del Sinaí ni d'Egipte, ja que aquest títol l'ostenta la muntanya Caterina de 2.642 msnm, situada a prop del mont Sinaí.
Des de l'època de santa Helena de Constatinoble, el mont Sinaí ha estat identificada amb el Jabal Musa, o Gebel Musa, nom àrab que significa ‘muntanya de Moisès’, nom que comparteix amb altres muntanyes com la muntanya de Musa, a les proximitats de Ceuta.
El mont Sinaí és un escenari important de la Bíblia, on, segons la Torà (Antic Testament), Déu va lliurar a Moisès els Deu manaments i per tant, un dels llocs més sagrat de les religions abrahàmiques.